# Rudolf Hanncke
Rudolf Hanncke (* 27. April 1844 in Tilsit; † 17. Februar 1904 in Köslin) war ein deutscher Gymnasiallehrer, Historiker und Geograf.
Rudolf Hanncke war ein Sohn des Apothekers Friedrich Hanncke und dessen Ehefrau Molly Jaquet. Er ging in Königsberg auf das Collegium Fridericianum, studierte dann an der dortigen Universität und wurde 1866 zum Dr. phil. promoviert. Er war Professor am Gymnasium Köslin. Seit 1886 war Hanncke Mitglied des Beirates der Gesellschaft für Pommersche Geschichte und Altertumskunde. Er starb an einem Herzinfarkt.

## Aufsätze und Schriften
- Aufsätze in den Baltischen Studien
  - Cöslin und die letzten Caminer Bischöfe aus herzoglichem Stamme. Nr. 30, S. 1–56 (Digitalisat)
  - Neue Materialien zur Geschichte der Bischofherzoge Casimir und Franz. Nr. 35, S. 11–25 (Digitalisat) und Nr. 36, S. 365–380 (Digitalisat).
  - Cosmus von Simmerns Lebenslauf. Nr. 39, S. 1–43 (Digitalisat)
  - Cosmus von Simmerns Bericht über die von ihm miterlebten Geschichtsereignisse. Nr. 40, S. 17–67 (Digitalisat)
  - Aus Hinterpommerns Schwedenzeit. Nr. 42, S. 31–48 (Digitalisat)

- Selbständige Schriften

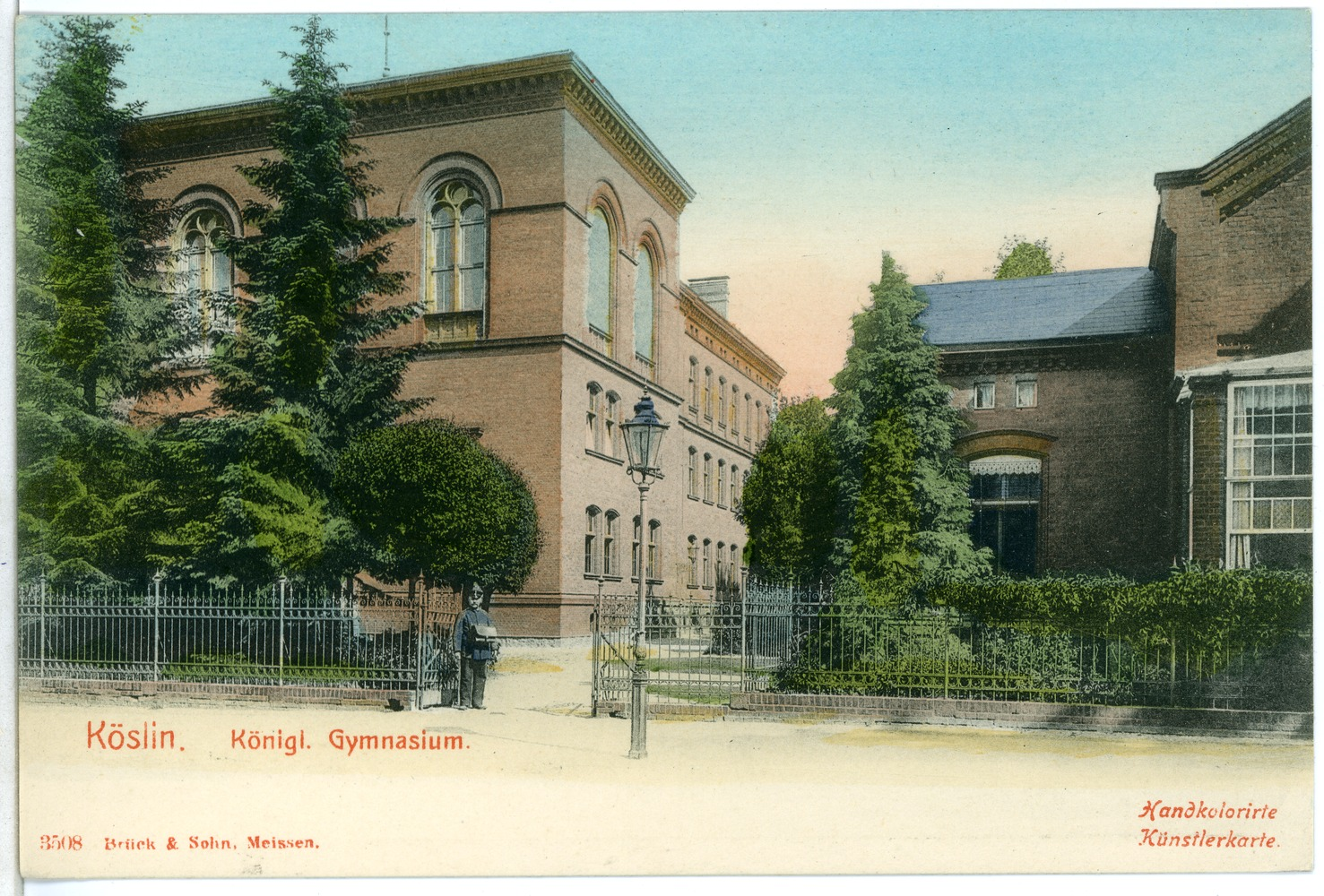
Gymnasium Köslin, Wirkungsstätte Hannckes (1903)

  - De M. Alberti Argentinensis chronico. Königsberg 1866 (Digitalisat)
  - Pommersche Skizzen. Stettin 1881.
  - Neue Pommersche Skizzen. Stettin 1887
  - Cöslin im 15. Jahrhundert. Cöslin 1893
  - Pommersche Kulturbilder. Stettin 1895
  - Pommersche Geschichtsbilder. Stettin 1899, 2., vermehrte Auflage. (Zusammenfassung aller vorhergehenden Arbeiten)